# عنكبوت صياد أصفر الخطوط
عنكبوت صياد أصفر الخطوط (الاسم العلمي:Eusparassus flavovittatus) هو نوع من العنكبوتيات يتبع جنس العنكبوت الصياد من فصيلة العناكب الصيادة.